# تبورورو تیتو
تبورورو تیتو (انگلیسی: Teburoro Tito؛ زادهٔ ۲۵ اوت ۱۹۵۳) سیاست‌مدار اهل کیریباتی است. وی از ۱ اکتبر ۱۹۹۴ تا ۲۸ مارس ۲۰۰۳ رئیس‌جمهور این کشور بود.